# Kilian Kelson
Kilian Kelson (Kiellson, Kjellson), begravd den 9 juli 1771 i Stockholm (Riddarholmen), var en svensk guldsmed och konsthantverkare verksam under 1700-talet.

## Biografi
Mycket lite är känt om Kilian Kelsons levnadsöde men man vet att han var lärling i Kristianstad och blev gesäll 1744 hos silversmeden Frans Berg i Stockholm. Han blev mästare i staden den 27 maj 1746. Mästerstycke: kaffekanna. 
Kelson gifte sig den 22 oktober 1751 i Stockholm (Riddarholmen) med Katarina Elisabet Westrell (1727-1761), dotter till bankokommissarien Daniel Westrell och hans hustru Katarina Lampa. I vigselboken beskrivs han som guld- och silverarbetare vid kungliga hovet. Av hustruns bouppteckning från 1762 framgår att makarna bodde i ett stenhus på Stora Nygatan (i kvarteret Cerberus), som ingick i boet. De hade inga barn. 
Enligt begravningsboken för Riddarholmens församling 1771 blev guldsmeden "Kjell Kjellsson" 52 år och som dödsorsak anges "rötfeber". Efter Kelsons död efterskänktes en skuld av guldsmedsämbetet den 3 juli 1771. 
Kelson är representerad med ett flertal praktfulla arbeten vid Nordiska museet, Gustav VI Adolfs samling och kyrkor runtom i landet. 

## Verk
- Grolanda kyrka, Västergötland: Nattvardskalk 1749
- Stjärnholms kyrka, Södermanland: Nattvardskalk 1760
- Nationalmuseum[1], Stockholm: Dryckeskanna 1753, tvåldosor 1753
- Kaga kyrka, Östergötland: Vinkanna 1756
- Nationalmuseum, Stockholm: Tekanna & praktpjäs 1756